# Elsbeth Sigmund

Elsbeth Sigmund (1966)

Elsbeth Sigmund (* 25. Oktober 1942 in Winterthur) ist eine Schweizer Lehrerin, die als Kinderdarstellerin der Romanfigur Heidi in den 1950er-Jahren bekannt wurde.

## Leben
Elsbeth Sigmund wurde 1942 in Winterthur geboren. Als Zehnjährige setzte sich das zu diesem Zeitpunkt in Kemptthal lebende Mädchen gegen 2000 andere von Regisseur Luigi Comencini gecastete Kandidatinnen für die Hauptrolle im geplanten Heidi-Film von 1952 durch. Ihre Darstellung der Figur Heidi im gleichnamigen Film überzeugte und der Streifen gilt bis heute als beste Heidi-Verfilmung. Ein Jahr später übernahm sie die Rolle der Heidi im deutschen Film Frühlingslied (in der schweizerdeutschen Dialektfassung als ‘s Vreneli vom Eggisberg erschienen). Der deutsche Titel lautete: Heidi und ihre Freunde, wobei die Handlung in keinem Zusammenhang mit dem Roman von Johanna Spyri stand. Ihre letzte Rolle spielte sie 1955 in Heidi und Peter, einer Fortsetzung ihres ersten Filmes. Auch  Thomas Klameth als Geissenpeter und Heinrich Gretler als Grossvater, die diese Rollen bereits im ersten Film innehatten, waren ebenso wie die meisten anderen Schauspieler des ersten Films wieder mit dabei.
Nach ihrer Hauptrolle in den drei Heidi-Filmen der 1950er Jahre gab sie die Schauspielerei auf, wurde Lehrerin und unterrichtete 39 Jahre lang. Sie lebt  zusammen mit ihrem Mann in Winterthur im Kanton Zürich. Selbst kinderlos, erklärte Elsbeth Sigmund: «Meine Kinder waren meine Schüler.»

## Filmografie
- 1952: Heidi
- 1954: 's Vreneli vom Eggisberg / Frühlingslied, auch betitelt Heidi und ihre Freunde
- 1955: Heidi und Peter